# Thairopora
Thairopora is een mosdiertjesgeslacht uit de familie van de Thalamoporellidae en de orde Cheilostomatida. De wetenschappelijke naam ervan is in 1882 voor het eerst geldig gepubliceerd door MacGillivray.

## Soorten
- Thairopora armata (MacGillivray, 1869)
- Thairopora calcarata Hayward & Ryland, 1995
- Thairopora dispar MacGillivray, 1869)
- Thairopora harmeri (Levinsen, 1909)
- Thairopora jervoisii (Hincks, 1880)
- Thairopora lunti Soule, Soule & Chaney, 1991
- Thairopora mamillaris (Lamouroux, 1816)

Niet geaccepteerde soort:
- Thairopora whittelli MacGillivray, 1882 → Marsupioporella whittelli (MacGillivray, 1889)